# آماندا فریزبی
آماندا فریزبی (انگلیسی: Amanda Frisbie؛ زادهٔ ۲۹ مهٔ ۱۹۹۲) بازیکن فوتبال اهل ایالات متحده آمریکا است.
از باشگاه‌هایی که در آن بازی کرده‌است می‌توان به اف سی کانزاس سیتی، باشگاه فوتبال رین، و وسترن نیویورک فلش اشاره کرد.
وی همچنین در تیم ملی فوتبال زیر ۲۳ سال زنان ایالات متحده آمریکا بازی کرده‌است.